# Supercopa espanyola de futbol sala masculina
La Supercopa espanyola de futbol sala és una competició esportiva de clubs de futbol sala espanyola, creada el 1990. De caràcter anual, és organitzada per la Liga Nacional de Futbol Sala. Hi participen quatre equips, el campió i el segon classificat de Lliga de la temporada anterior, el campió de la Copa del Rei i l'equip amfitrió. Es disputa en format de final a quatre, normalment, a finals del mes de setembre, i des de les darreres temporades al mes de gener. El torneig dona inici de la temporada oficial a les competicions de futbol sala espanyoles.
El dominador històric de la competició és l'Inter Movistar amb catorze títols seguit d'ElPozo Murcia amb sis. El Futbol Club Barcelona (2013, 2019, 2022) i el Platges de Castelló (2004) són els únics equips dels Països Catalans que han guanyat la competició, en tres i en una ocasió respectivament.

## Historial
| En negreta = Equip guanyador (1) = Nombre de títols (prò..) = Prórroga (p.) = Penals Nota: Noms dels equips segons l'època. |

| Edició | Temp.   | Data       | Campió                    | Resultat               | Subcampió                 | Seu                                        | refs.  |
| ------ | ------- | ---------- | ------------------------- | ---------------------- | ------------------------- | ------------------------------------------ | ------ |
| I      | 1990-91 |            | Interviú Lloyd's (1)      | Campió de Lliga i Copa | Campió de Lliga i Copa    | Campió de Lliga i Copa                     |        |
| II     | 1991-92 | N/D        | Interviú Lloyd's (2)      | 3-5 / 4-3              | Caja Toledo               | Final a doble partit                       |        |
| III    | 1992-93 | N/D        | Penzoil Marsanz (1)       | 4-1 / 6-9              | Caja Toledo               | Final a doble partit                       |        |
| IV     | 1993-94 | N/D        | Macoi Zaragoza (1)        | 3-6 / 5-5              | Marsanz Torrejón          | Final a doble partit                       |        |
| V      | 1994-95 | N/D        | Marsanz Torrejón (2)      | 6-3 / 8-9              | Maspalomas Sol Europa     | Final a doble partit                       |        |
| VI     | 1995-96 | N/D        | ElPozo Murcia (1)         | 7-3 / 1-4              | Pinturas Lepanto Zaragoza | Final a doble partit                       |        |
| VII    | 1996-97 |            | Interviu Boomerang (3)    | Campió de Lliga i Copa | Campió de Lliga i Copa    | Campió de Lliga i Copa                     |        |
| VIII   | 1997-98 |            | CLM Talavera (1)          | 4-3                    | Maspalomas Costa Canaria  |                                            |        |
| IX     | 1998-99 |            | Caja Segovia FS (1)       | 4-3                    | ElPozo Murcia             |                                            |        |
| X      | 1999-00 |            | Caja Segovia FS (2)       | Campió de Lliga i Copa | Campió de Lliga i Copa    | Campió de Lliga i Copa                     |        |
| XI     | 2000-01 |            | Caja Segovia FS (3)       | 6-5                    | Platges de Castelló       |                                            |        |
| XII    | 2001-02 |            | Antena 3 Boomerang (4)    | 4-3                    | Platges de Castelló       |                                            |        |
| XIII   | 2002-03 | 07-09-2002 | Boomerang Interviú (5)    | 5-1                    | Vijusa València           | Pavelló Parque Corredor, Torrejón de Ardoz |        |
| XIV    | 2003-04 | 31-08-2003 | Boomerang Interviú (6)    | 8-4                    | ElPozo Murcia             | Pavelló Parque Corredor, Torrejón de Ardoz |        |
| XV     | 2004-05 | 01-11-2004 | Platges de Castelló (1)   | 2-1                    | Boomerang Interviú        | Palau Municipal de San Pablo, Sevilla      |        |
| XVI    | 2005-06 | 01-11-2005 | Boomerang Interviú (7)    | 3-0                    | Azkar Lugo FS             | Coliseum de la Corunya                     |        |
| XVII   | 2006-07 | 10-09-2006 | ElPozo Murcia (2)         | 3-2                    | Lobelle Santiago          | Castelló de la Plana                       |        |
| XVIII  | 2007-08 | 09-09-2007 | Interviú Fadesa (8)       | 6-4                    | ElPozo Murcia             | Pavelló Municipal de Benicarló             |        |
| XIX    | 2008-09 | 04-01-2009 | Inter Movistar (9)        | 4-3                    | Caja Segovia              | Pavelló Pedro Delgado, Segòvia             |        |
| XX     | 2009-10 | 08-01-2010 | ElPozo Murcia (3)         | 3-2                    | Lobelle Santiago          | Complexo Deportivo das Travesas, Vigo      | [ 3 ]  |
| XXI    | 2010-11 | 12-09-2010 | Xacobeo Lobelle (1)       | 3-2                    | Inter Movistar            | Palau Multiusos de Guadalajara             | [ 4 ]  |
| XXII   | 2011-12 | 04-09-2011 | Movistar Inter (10)       | 4-3                    | FC Barcelona Alusport     | Pavelló Jorge Garbajosa, Torrejón de Ardoz | [ 5 ]  |
| XXIII  | 2012-13 | 09-09-2012 | ElPozo Murcia (4)         | 2-2 (5-4 p.)           | Movistar Inter            | Pavelló Caja Madrid, Alcalá de Henares     | [ 6 ]  |
| XXIV   | 2013-14 | N/D        | FC Barcelona Alusport (1) | 1-0 / 5-5              | ElPozo Murcia             | Final a doble partit                       | [ 7 ]  |
| XXV    | 2014-15 | N/D        | ElPozo Murcia (5)         | 3-3 / 5-3              | Movistar Inter            | Final a doble partit                       |        |
| XXVI   | 2015-16 | 05-09-2015 | Movistar Inter (11)       | 6-2                    | Jaén Paraiso Interior     | Quijote Arena, Ciudad Real                 | [ 8 ]  |
| XXVII  | 2016-17 | 08-10-2016 | ElPozo Murcia (6)         | 3–1                    | Movistar Inter            | Pavelló Fernando Argüelles, Antequera      | [ 9 ]  |
| XXVIII | 2017-18 | N/D        | Movistar Inter (12)       | 2-5 / 5-2              | ElPozo Murcia             | Final a doble partit                       |        |
| XXIX   | 2018-19 | 09-09-2018 | Movistar Inter (13)       | 2-2 (4-3 p.)           | Jaén Paraiso Interior     | Quijote Arena, Ciudad Real                 | [ 10 ] |
| XXX    | 2019-20 | 07-09-2019 | FC Barcelona (2)          | 4-3                    | ElPozo Murcia             | Palau Multiusos de Guadalajara             | [ 11 ] |
| XXXI   | 2020-21 | 15-04-2021 | Movistar Inter (14)       | 6-4                    | FC Barcelona              | WiZink Center, Madrid                      | [ 12 ] |
| XXXII  | 2021-22 | 27-02-2022 | FC Barcelona (3)          | 2-2 (3-2 p.)           | Palma Futsal              | Palau d'Esports de Jerez de la Frontera    | [ 2 ]  |
| XXXIII | 2022-23 | 08-01-2023 | FC Barcelona (4)          | 5-3                    | Movistar Inter            | Palau d'Esports d'Alzira                   | [ 13 ] |
| XXXIV  | 2023-24 | 07-01-2024 | Jimbee Cartagena (1)      | 2-1                    | FC Barcelona              | Olivo Arena, Jaén                          | [ 14 ] |

## Palmarès
| Equip                             | Campió | Subcampió | Finals | Anys campió | Anys subcampió                                       |
| --------------------------------- | ------ | --------- | ------ | --- | ---------------------------------------------------- |
| Interviú Fútbol Sala              | 14     | 6         | 20     | 1990-91, 1991-92, 1996-97, 2001-02, 2002-03, 2003-04, 2005-06, 2007-08, 2008-09, 2011-12, 2015-16, 2016-17, 2017-18, 2018-19, 2020-21 | 2004-05, 2010-11, 2012-13, 2014-15, 2016-17, 2022-23 |
| ElPozo Murcia Turística           | 6      | 6         | 12     | 1995-96, 2006-07, 2009-10, 2012-13, 2014-15, 2016-17                                                                                  | 1998-99, 2003-04, 2007-08, 2013-14, 2017-18, 2019-20 |
| Futbol Club Barcelona             | 4      | 3         | 7      | 2013-14, 2019-20, 2021-22, 2022-23 | 2011-12, 2020-21, 2023-24                            |
| Caja Segovia Fútbol Sala          | 3      | 1         | 4      | 1998-99, 1999-00, 2000-01 | 2008-09                                              |
| Marsanz Torrejón Fútbol Sala      | 2      | 1         | 3      | 1992-93, 1994-95 | 1993-94                                              |
| Castilla-La Mancha Fútbol Sala    | 1      | 2         | 3      | 1997-98 | 1991-92, 1992-93                                     |
| CFS Bisontes Castellón            | 1      | 2         | 3      | 2004-05 | 2000-01, 2001-02                                     |
| Santiago Futsal                   | 1      | 2         | 3      | 2010-11 | 2006-07, 2009-10                                     |
| Sego Zaragoza                     | 1      | 1         | 2      | 1993-94 | 1995-96                                              |
| Futsal Cartagena                  | 1      | 0         | 1      | 2023-24 | —                                                    |
| Gran Canaria Fútbol Sala          | 0      | 2         | 2      | — | 1994-95, 1997-98                                     |
| Jaén Fútbol Sala                  | 0      | 2         | 2      | — | 2015-16, 2018-19                                     |
| València Futbol Sala              | 0      | 1         | 1      | — | 2002-03                                              |
| Azkar Lugo Fútbol Sala            | 0      | 1         | 1      | — | 2005-06                                              |
| Associació Esportiva Palma Futsal | 0      | 1         | 1      | — | 2021-22                                              |